# Furildens naturreservat
Furildens naturreservat är ett är sedan 2009 ett naturreservat och Natura 2000-område på ön Furillens norra del i Rute socken i Region Gotland på Gotland.
Området är 131 hektar stort och består av strandängar.